# سوغانچی
سوغانچی یکی از روستاهای استان آذربایجان شرقی است که در دهستان ورقه بخش مرکزی شهرستان چاراویماق واقع شده‌است.این روستا ۲۲ نفر جمعیت دارد.